# Hariss Harun
Hariss Harun (Singapore, 19 novembre 1990) è un calciatore singaporiano, centrocampista del Lion City Sailors e della nazionale singaporiana.

## Statistiche

### Cronologia presenze e reti in nazionale
| Cronologia completa delle presenze e delle reti in nazionale ― Singapore | Cronologia completa delle presenze e delle reti in nazionale ― Singapore | Cronologia completa delle presenze e delle reti in nazionale ― Singapore | Cronologia completa delle presenze e delle reti in nazionale ― Singapore | Cronologia completa delle presenze e delle reti in nazionale ― Singapore | Cronologia completa delle presenze e delle reti in nazionale ― Singapore | Cronologia completa delle presenze e delle reti in nazionale ― Singapore | Cronologia completa delle presenze e delle reti in nazionale ― Singapore |
| Data                                                                     | Città                                                                    | In casa                                                                  | Risultato                                                                | Ospiti                                                                   | Competizione                                                             | Reti                                                                     | Note                                                                     |
| ------------------------------------------------------------------------ | ------------------------------------------------------------------------ | ------------------------------------------------------------------------ | ------------------------------------------------------------------------ | ------------------------------------------------------------------------ | ------------------------------------------------------------------------ | ------------------------------------------------------------------------ | ------------------------------------------------------------------------ |
| 14-11-2019                                                               | Doha                                                                     | Qatar                                                                    | 2 – 0                                                                    | Singapore                                                                | Amichevole                                                               | -                                                                        |                                                                          |
| 19-11-2019                                                               | Al Muharraq                                                              | Yemen                                                                    | 1 – 2                                                                    | Singapore                                                                | Qual. Mondiali 2022                                                      | -                                                                        | cap.                                                                     |
| 24-9-2022                                                                | Ho Chi Minh                                                              | India                                                                    | 1 – 1                                                                    | Singapore                                                                | Amichevole                                                               | -                                                                        |                                                                          |
| Totale                                                                   |                                                                          | Presenze                                                                 | 3                                                                        |                                                                          | Reti                                                                     | 0                                                                        |                                                                          |